# Lysekil
Lysekil er en by i Bohuslän og hovedby i Lysekils kommune, Västra Götalands län i Sverige.
Byen ligger ved Gullmarsfjorden og har siden 1800-tallet været en populær badeby. Foruden den vigtige turisme omfatter erhvervslivet også fiskeindustri, marin forskning (havfiskerilaboratorium) og petrokemisk industri (Preemraff, tidligere Scanraff).